# Ibrahim ibn al-Mudabbir
Abū Isḥāq (oder Abū Yusr) Ibrāhīm ibn Muḥammad ibn ʿAbdallāh ibn al-Mudabbir (arabisch أبو الحسن أحمد بن محمد بن عبدالله بن المدبّر), im allgemein bekannt als Ibrahim ibn al-Mudabbir, geboren im 8. Jahrhundert, gest. 892/3 war ein hochrangiger Höfling und Finanzverwalter des Abbasidenkalifats.

## Leben
Ibrahim und sein Bruder Abu'l-Hasan Ahmad waren möglicherweise persischer Herkunft und angesehene Literaten, die am Hof der Abbasiden in Samarra Karriere machten. Ibrahim erlangte als einer der Trinkgefährten des Kalifen al-Mutawakkil (reg. 847–861) große Bekanntheit und wurde durch dessen Gunst einer der bedeutendsten Höflinge; sein Bruder Ahmad wurde zu einem der mächtigsten Beamten, bis beide durch eine Intrige des Wesirs Ubayd Allah ibn Yahya ibn Khaqan entmachtet wurden, wobei Ibrahim mehrere Jahre im Gefängnis verbrachte. Später wurde er Steuereintreiber in Ahvaz, wo er während des Zandsch-Aufstandes gefangen genommen wurde, aber entkam.
Im Jahr 882 begleitete er den Kalifen al-Mu'tamid (reg. 870–892) bei seinem Fluchtversuch, um sich Ahmad ibn Tulun anzuschließen, und wurde kurzzeitig zu al-Mu'tamids Wesir ernannt. Zum Zeitpunkt seines Todes im Jahr 892/893 war er Leiter des Büros für die privaten Domänen des Kalifen (dīwān al-ḍiyāʿ).

## Werk
Er war höchstwahrscheinlich der Autor einer Abhandlung über die Verwaltung, al-ʿAdhrāʾ fi mawāzīn al-balāgha wa adawāt al-kitāba. Anekdoten über ihn sowie mehrere seiner Gedichte, von denen einige der Sängersklavin Arib al-Mamuniyya gewidmet sind, sind in verschiedenen mittelalterlichen Sammlungen überliefert,

## Trivia
Ibrahim ibn al-Mudabbir war kurzzeitig Besitzer einer Sängersklavin namens Matal. Nachdem er sie gekauft hatte, wollte er die Nacht mit ihr verbringen wollte, litt aber unter Erektionsstörungen, woraufhin die schlagfertige Sklavin Verse dichtete, die sich über sein zu-spät-Kommen lustig machten. Beschämt und wütend verkaufte er Matal daraufhin wieder. Die Erzählung fand Eingang in die klassisch-arabischen Sängersklavinnen-Lexika von Abū l-Faradsch al-Isfahānī und Ibn Fadlallah al-Umari (1301–1349).